# 天江富弥
天江 富弥（あまえ とみや、1899年（明治32年）3月 - 1984年（昭和59年6月22日）は、日本の児童文化研究家、郷土史家、こけし収集家。本名は「天江富蔵」。日本最初の炉端焼きとされる飲食店を太平洋戦争後に開き、その店主であった事績でも知られる。

## 経歴
宮城県仙台市出身。大崎八幡宮の御神酒の蔵元「天賞酒造」を営む7代目天江勘兵衛の三男として生まれる。本名の「富蔵」は生まれた年に大きな蔵が建設されたことから付けられた（その蔵は「富蔵（とみぐら）」と呼ばれたという）。年齢的にはまだ子どもだった1910年に、天賞酒造は買収した近隣の酒造場を富弥（富蔵）の名義で操業開始した。
市立仙台商業学校（現・仙台市立仙台商業高等学校）を経て、1920年（大正9年）に明治大学商科を卒業し、翌1921年（大正10年）に仙台市でスズキヘキとともに結成したおてんとさん社から童謡雑誌『おてんとさん』を創刊した。富弥は商業学校時代から竹久夢二の作品を愛好して、後に夢二と交流を持ち、『おてんとさん』にも夢二の作品が載っている。
夢二のほかには、野口雨情や山村暮鳥、草野心平、石川善助（商業学校の後輩）、など幅広い交友関係を持っていた。
1923年4月に、自身の名義だった近隣の酒造場が「天江酒造合資会社」の名で企業化され、出資者の一人として1万円を拠出した形になった（代表者は父の7代目勘兵衛）。
1927年（昭和2年）1月には仙台市の文化横丁に郷玩店「小芥子洞」を開業し、1928年（昭和3年）にこけしを体系的に扱った日本初の文献『こけし這子の話』を上梓した 。郷土玩具蒐集家でもあった童画家の武井武雄は、1930年に刊行した『日本郷土玩具 東の部』の序文で、こけしについては富弥から援助を得たと記している。
1930年4月に父の勘兵衛が天江酒造の代表を退いた際に、父から出資額5000円を譲渡され、兄（安治郎。代表となり、2か月後に「勘兵衛」を襲名）とともに無限責任社員となった。
こけし蒐集家の橋本正明によれば、富弥は結婚後に上京して、まず銀座に天賞酒造の問屋を開いた（1930年）。これは実家の酒の拡販が目的だったが、失敗に終わった。次に、直接酒を味わってもらうため「勘兵衛酒屋」を上野（1933年）を皮切りに、銀座、新宿、池袋に開いた。富弥は各店舗を巡って切り盛りし、高村光太郎や太宰治、棟方志功らが常連となった。「勘兵衛」の店内にはこけしを飾る棚を置き（上野→銀座に移設）、銀座店にはこけし愛好家が集まるようになってのちに「東京こけし会」が富弥も発起人となる形で結成された。しかし店舗が戦争で被災したため仙台に引き揚げる。
1950年（昭和25年）に仙台花柳界の中心地・本櫓丁に開いた郷土酒亭「炉ばた」は、炉端焼きの発祥の店とされる。同店のマッチラベルは棟方志功が描いた。仙台の文化人・趣味人でもある富弥と、囲炉裏を囲んで会話を楽しむサロン的な店だったとされる。開店祝いに知人が大きな木べらをプレゼントしたが、骨董品が多く飾られた店内でこの木べらだけは飾られることなく、客に酒や料理を差し出す柄付きの盆のように使用された。これが後に全国に広まる炉端焼きの特徴の1つになった。店の常連客だった人物によると、店内で富弥は「おんちゃん」や「富おん」と呼ばれていたという。富弥は店で出す食材の調達にも手間をかけ、築地市場にも定期的に夜行列車で出向いて必要な物を購入するとすぐに仙台にとって返した。また天賞酒造が東北の酒蔵では初となる濁り酒「太白山」を1970年に製造すると「炉ばた」でそれを提供し、富弥の話と「太白山」の取り合わせは来店者に強い印象を与えたとされる。
戦後には永六輔とも交友を持った。
郷土史家でもあり、後に宮城県民藝協会の初代副会長も務めた。郷土史家としての功績により、河北新報社の「河北文化賞」を受賞している。
死去から38年が経過した2022年5月に、かつての天賞酒造の建物を移築した八幡杜の館において、「天江富弥展」が開催された。

## 著書
- 天江富弥『こけし這子の話』天江富弥、1928年1月10日。（リンク先は国立国会図書館デジタルコレクション）

## 親族
外交官の天江喜七郎は甥（兄の子息）。また妹のきくは箱守仙一郎の母に当たる。